# Katti Anker Møller
Katti Anker Møller   (Hamar, 23 d'octubre de 1868 - Torsnes, 20 d'agost de 1945) va ser una feminista noruega, defensora dels drets de la infància i dels drets reproductius. En haver iniciat tantes reformes socials importants en aquest sentit, se la considera una de les fundadores de l'estat noruec del benestar.
Havia nascut a Hamar, filla del pedagog Herman Anker, i va tenir nou germans i germanes. Formada com a professora, va passar un any a França, on va conèixer les dures condicions de vida de les prostitutes i mares solteres, experiència que la va afectar profundament. La seva mare va morir als 50 anys, aparentment esgotada després dels seus nombrosos embarassos, tot i que la quantitat de fills que tenia era normal per al seu temps.
Møller va tenir, doncs, molt aviat consciència dels perills de tenir massa parts i la difícil situació de les dones solteres i els seus fills. Solia viatjar sovint i feia conferències sobre el tema per tot el país, un enfocament revolucionari per a una dona en el seu temps.
Va interessar-se per legislar els drets dels infants nascuts fora del matrimoni. I, juntament amb el seu cunyat Johan Castberg, va treballar en les anomenades "Lleis de Castberg", que van ser aprovades pel parlament noruec el 1915. Aquestes van ser revolucionàries en el seu moment en donar als fills il·legítims drets plens d'herència i el dret d'utilitzar els cognoms dels seus pares.
Posteriorment, va treballar per descriminalitzar l'avortament a Noruega, una idea que va presentar en una conferència anomenada "L'alliberament de la maternitat", en la qual advocava sobre el dret de la dona a decidir sobre el seu propi cos. Aquest punt va trobar una àmplia oposició d'homes i dones com l'escriptora Sigrid Undset. Malgrat això, va aconseguir establir la primera "oficina d'higiene" a Oslo per informar les dones sobre anticoncepció.
Se li atribueix la cita "Tot el que he aconseguit és en honor de la meva mare".